# Nasenratten
Die Nasenratten (Rhynchomys) sind eine Nagetiergattung aus der Gruppe der Altweltmäuse (Murinae). Die Gattung umfasst sechs Arten.
Nasenratten sind eher große, spitzmausähnliche Tiere. Die Kopfrumpflänge beträgt, soweit bekannt, 18 bis 22 Zentimeter, der Schwanz misst 11 bis 15 Zentimeter. Das dichte, kurze Fell ist an der Oberseite dunkelgrau und am Bauch weißlich-hellgrau gefärbt. Der Schwanz ist behaart, die Schnauze ist langgestreckt und die Augen sind sehr klein. Der hinterste Molar ist rückgebildet, die verbleibenden Molaren sind sehr klein.
Diese Nagetiere sind auf der philippineninsel Luzon endemisch, ihr Lebensraum sind Wälder in Bergregionen. Sie sind nachtaktiv und ernähren sich vorrangig von Regenwürmern und Insekten. Ansonsten ist über ihre Lebensweise kaum etwas bekannt.
Es werden sechs Arten unterschieden:
- Rhynchomys banahao ist nur von der Region um den Mounts-Banahaw-San-Cristobal-Nationalpark auf Luzon bekannt.
- Rhynchomys isarogensis bewohnt das Gebiet um den Berg Isarog im südöstlichen Luzon.
- Rhynchomys labo[1]
- Rhynchomys mingan[1]
- Rhynchomys soricoides lebt im Norden der Insel Luzon.
- Rhynchomys tapulao ist nur von der Region um den Mount Tapulao auf Luzon bekannt.

Die Nasenratten sind durch die Zerstörung ihres Lebensraums bedroht. Die IUCN listet R. isarogensis als „gefährdet“ (vulnerable) und R. soricoides als „gering gefährdet“ (near threatened), für die beiden anderen Arten sind dazu zu wenig Daten verfügbar.
Systematisch gilt die Gattung Rhynchomys als Teil der Chrotomys-Gruppe, einer nur auf den Philippinen lebenden Radiation der Altweltmäuse.